# ブルクオーバーバッハ
ブルクオーバーバッハ (ドイツ語: Burgoberbach) は、ドイツ連邦共和国バイエルン州ミッテルフランケンのアンスバッハ郡に属す町村。

## 地理

### 自治体の構成
この町は、公式には7つの地区 (Ort) からなる。このうち小集落や孤立農場などを除く集落を以下に列記する。
- ブルクオーバーバッハ
- ディーラースドルフ
- ゲラースドルフ
- ノイゼス
- ニーダーオーバーバッハ
- ゾンマースドルフ

## 行政

### 友好都市
- Bujaleuf （フランス、オート＝ヴィエンヌ県）

## 人物
- アルブレヒト・フォン・アイプ (1420 - 1475) 法律家、初期の人文主義作家で翻訳家

## 引用
1. ↑  https://www.statistikdaten.bayern.de/genesis/online?operation=result&code=12411-003r&leerzeilen=false&language=de Genesis-Online-Datenbank des Bayerischen Landesamtes für Statistik Tabelle 12411-003r Fortschreibung des Bevölkerungsstandes: Gemeinden, Stichtag (Einwohnerzahlen auf Grundlage des Zensus 2011)
2. ↑  Bayerische Landesbibliothek Online